# Искър
Вижте пояснителната страница за други значения на Искър.
Ѝскър (в античността на латински: Oescus, Ескус) е река в България, която извира от Рила планина и минава през областите Софийска, София-град, Враца, Ловеч и Плевен. Тя е десен приток на река Дунав. Дължината ѝ е 368 км, ако за нейно начало се брои река Бели Искър. Искър е най-дългата изцяло българска река и трета по дължина сред реките, протичащи на територията на България, веднага след Дунав и Марица. Дължината на река Искър след сливането на двата основни притока е 340 км.

## Географска характеристика
Река Искър извира от Рила планина и се образува от сливането на реките Черни Искър (лява съставяща) и Бели Искър (дясна съставяща) на 500 м северно от село Бели Искър, на 1047 м н.в. Веднага след това реката навлиза в Самоковската котловина. След като премине през нея и изтече от язовир „Искър“ между планините Плана на запад и Лозенска планина на изток, формира дълбокия и живописен Панчаревски пролом (22 км). След напускането на язовир „Панчарево“ при село Герман реката навлиза в Софийското поле, след което преминава покрай източните квартали на град София (Горубляне, Димитър Миленков, Абдовица и Враждебна), покрай село Кубратово и след град Нови Искър навлиза в Искърския пролом (около 65 км). След село Лютиброд река Искър излиза от Стара планина, продължава в източна посока и долината ѝ се разширява. При град Роман приема отдясно най-големия си приток, река Малки Искър, при село Карлуково завива на север, а при село Чомаковци навлиза в Дунавската равнина и течението ѝ се ориентира на североизток. В Дунавската равнина долината на Искър е широка и асиметрична с по-стръмен десен склон. На 2,3 км североизточно от село Байкал се влива като десен приток в река Дунав (на 637-и км), на 25 м н.в.

### Водосборен басейн, притоци
Площта на водосборния басейн на Искър е 8646 км2, което представлява 1,06% от водосборния басейн на Дунав, а границите му са следните:
- на запад – с водосборните басейни на реките Струма и Нишава;
- на северозапад – с водосборния басейн на река Огоста;
- на изток – с водосборните басейни на реките Вит и Марица;
- на юг – с водосборния басейн на река Места.

Списък на притоците на река Искър. След името на реката е отбелязана нейната дължина в km и площта на водосборния ѝ басейн в km2, а със стрелки → ляв приток ← десен приток:
- → Черни Искър 23 / 237
- ← Бели Искър 28 / 91
- ← Бистрица (Мусаленска) (Боровецка Бистрица) 19 / 57
- ← Боклуджа
- ← Пиперица
- → Палакария 39 / 402
- → Мангов дол
- → Плански дол
- → Кошев дол
- → Бачов дол (влива се в язовир „Искър“)
- ← Матинска река (влива се в язовир „Искър“)
- ← Шипочаница (Шипочница) 28 / 120 (влива се в язовир „Искър“)
- ← Смардлюв дол (влива се в язовир „Искър“)
- → Вуйна (влива се в язовир „Искър“)
- ← Ракита
- → Порколица (влива се в „язовир Пасарел“)
- → Планщица
- → Железнишка река (Ведена)
- → Бистрица (Витошка) (влива се в Панчаревското езеро)

- → Янчовска река

- → Перловска река 31 / 106

- → Боянска река
- → Владайска река 37 / 151

- → Суходолска река 24 / 50

- ← Лесновска река (Стари Искър) 65 / 1096

- ← Макоцевска река 43 / 227
- ← Елешница (приток на Лесновска река) (Матица) 30 / 132

- → Банкя (Какач)
- → Блато 30 / 174

- ← Сливнишка река 38 / 173
- ← Костинбродска река (Беличка река) 32 /вммнмжчн – / —

- ← Лозянски дол
- → Кътинска река
- → Свидница
- ← Сърчарски дол
- ← Батулийска река (Ябланица) 40 / 256

- → Елешница (приток на Батулийска река) (Бакьовска река) 26 / 78

- → Дълбочица
- ← Градешница
- ← Рединска река
- → Искрецка река 22 / 57
- → Бабин дол
- → Варовитица
- ← Трескавец
- → Зимевишка река
- ← Ковайски дол
- → Пребойница
- ← Габровница (приток на Искър) 22 / 96
- ← Ръжанска река
- → Златица
- ← Джерневница
- ← Габровница
- ← Бебриш
- ← Малката река
- → Каменица
- → Крапешка бара
- → Върбешка бара
- ← Брусника
- ← Лишка река
- ← Реката
- ← Малки Искър 86 / 1284

- → Бебреш 46 / 492

- ← Реката
- → Косматица (Бешовишка бара)
- → Големия дол
- → Ръчене
- ← Златна Панега (Панега) 50,3 / 350
- → Габарска река (Барата)
- → Гостиля 40 / 320

### Хидроложки показатели
- Средногодишен отток при с. Говедарци – 1,5 m3/s;
- Средногодишен отток при гр. Нови Искър – 23,30 m3/s (виж таблицата);
- Средногодишен отток при с. Ореховица – 54,5 m3/s;

| речен отток                     | I     | II    | III   | IV    | V     | VI    | VII   | VIII  | IX    | X     | XI    | XII   | средно- годишен |
| ------------------------------- | ----- | ----- | ----- | ----- | ----- | ----- | ----- | ----- | ----- | ----- | ----- | ----- | --------------- |
| количество (m3/s)               | 18,60 | 28,50 | 30,30 | 28,30 | 32,60 | 27,50 | 16,70 | 14,30 | 15,50 | 19,50 | 21,80 | 25,50 | 23,30           |
| количество (% от годишния обем) | 6,70  | 10,20 | 10,90 | 10,10 | 11,70 | 9,80  | 6,00  | 5,10  | 5,60  | 7,00  | 7,80  | 9,10  | 100,0           |

Данните за вътрешногодишното разпределение на речния отток са за периода 1950/1951 – 1982/1983 г.
В най-горния си басейн (района на Рила) реката има преобладаващо снежно подхранване, а в останалите части – дъждовно подхранване. В района на Стара планина и Предбалкана подхранването нараства с карстови подземни води. По този начин сезонният режим претърпява големи изменения в различните участъци от долината на реката. Пълноводието в Рила е от май до юли, а в Дунавската равнина – от март до юни. По цялото течение през месеците от август до октомври се наблюдава маловодие. Голямо влияние върху вътрешногодишния ход на речния отток оказват трите язовира по течението на реката, чрез които той се контролира. При майско-юнския валежен максимум водите се задържат в язовир „Искър“, което оказва влияние върху разпределението на речния отток. Реката е най-пълноводна през пролетта, както повечето реки.

## Селища
По течението на реката са разположени 45 населени места, в т.ч. 9 града и 38 села:
- Софийска област

- Община Самоков – град Самоков, Говедарци, Маджаре, Бели Искър, Драгушиново, Злокучене;
- Община Своге – Владо Тричков, Луково, Реброво, Томпсън, град Своге, Церово, Гара Бов, Гара Лакатник, Оплетня, Левище;

- Област София – Долни Пасарел, Кокаляне, Панчарево, Герман, град София, Кубратово, град Нови Искър;
- Област Враца

- Община Мездра – Елисейна, Злидол, Оселна, Зверино, Лютиброд, Ребърково, град Мездра;
- Община Роман – Струпец (Област Враца), град Роман, Радовене, Кунино;

- Област Ловеч

- Община Луковит – Карлуково;

- Област Плевен

- Община Червен бряг – Реселец, град Червен бряг, Чомаковци, град Койнаре;
- Община Искър – град Искър, Долни Луковит, Староселци;
- Община Долна Митрополия – Ставерци, Брегаре, Ореховица, Крушовене;
- Община Гулянци – Искър, Гиген

## Стопанско значение, забележителности
В горното и средното течение на Искър водите на реката се използват предимно за производство на електроенергия и водоснабдяване. Изградени са язовирите „Бели Искър“, „Искър“ (най-голям в България), „Пасарел“ и „Панчарево“, ВЕЦ-овете – „Бели Искър“, „Искър“, „Мала църква“, „Пасарел“, „Кокаляне“ и няколко малки руслови ВЕЦ от Проект „Среден Искър“.
В района на Предбалкана и Дунавската равнина водите на реката се използват предимно за напояване.
Долината на реката, особено двата ѝ пролома (Панчаревски и Искърски), още в древността са се използвали за преодоляване на Стара планина и неслучайно по тях са построени шосета и жп линия.
От София до Самоков, през Панчаревския пролом, на протежение от 51,4 км преминава второкласен път № 82 от Държавната пътна мрежа София – Самоков – Костенец.
От София до Мездра, през Искърския пролом, на протежение от 86,9 км преминава второкласен път № 16 от Държавната пътна мрежа София – Своге – Мездра.
Освен горепосочения път № 16, през Искърския пролом е прокарана и важната за България удвоена жп линия София – Горна Оряховица – Варна, която в участъка от Нови Искър до Червен бряг следва долината на реката.
В Панчаревския и Искърския пролом има множество природни забележителности – скални образувания, пещери и др., които предлагат отлични условия за туризъм, алпинизъм, отдих и риболов. В горното течение на реката са разпространени балканска пъстърва и черна мряна.
По бреговете на Искър има и археологически забележителности – крепостта Урвич (на десния бряг, преди с. Кокаляне) и римският град Улпия Ескус (близо до устието на Искър, край село Гиген).
Живописната долина на Искър в Панчаревския и Искърския пролом от векове са предлагали закътани места за изграждане на православни манастири. Сега по поречието на реката има 6 манастира: Долнопасарелски, Кокалянски, Свети Николай Летни, Курилски, Черепишки и Струпецки.

## Други
На Искър е наречен булевард „Искърско шосе“ в София (Карта) и улиците „Искър“ (Карта) и „Крайречна“ (Карта) в квартал „Горубляне“.

## Фотогалерия
- Река Искър при Герман.
- Река Искър при Елисейна.
- Притокът Черни Искър при Говедарци.

## Топографска карта
- Лист от карта K-34-72. Мащаб: 1 : 100 000.
- Лист от карта K-34-60. Мащаб: 1 : 100 000.
- Лист от карта K-34-59. Мащаб: 1 : 100 000.
- Лист от карта K-34-47. Мащаб: 1 : 100 000.
- Лист от карта K-34-35. Мащаб: 1 : 100 000.
- Лист от карта K-34-36. Мащаб: 1 : 100 000.
- Лист от карта K-35-25. Мащаб: 1 : 100 000.
- Лист от карта K-35-13. Мащаб: 1 : 100 000.
- Лист от карта K-35-1. Мащаб: 1 : 100 000.